# Ralph Spotts
Ralph Spotts (n. 14 iunie 1875, Canton, Ohio, SUA – d. 17 aprilie 1924, New York City, New York, SUA) a fost un trăgător de tir ce a reprezentat Statele Unite ale Americii, medaliat olimpic. A participat la o ediție a Jocurilor Olimpice (1912) în care a câștigat o medalie de aur.

## Participări
Lista de mai jos prezintă principalele competiții la care a participat Ralph Spotts de-a lungul carierei.
- shooting at the 1912 Summer Olympics – men's trap, team[*]